# 比尔西内勒
比尔西内勒（法語：Bursinel）是瑞士联邦西部法语区的沃州下设的一个镇。在行政上属于尼永区管辖。比尔西内勒的总面积为1.77平方公里。截至2007年，总人口为379。

## 地理
比尔西内勒位于莱芒湖西北岸。